# Петроний Арбитр

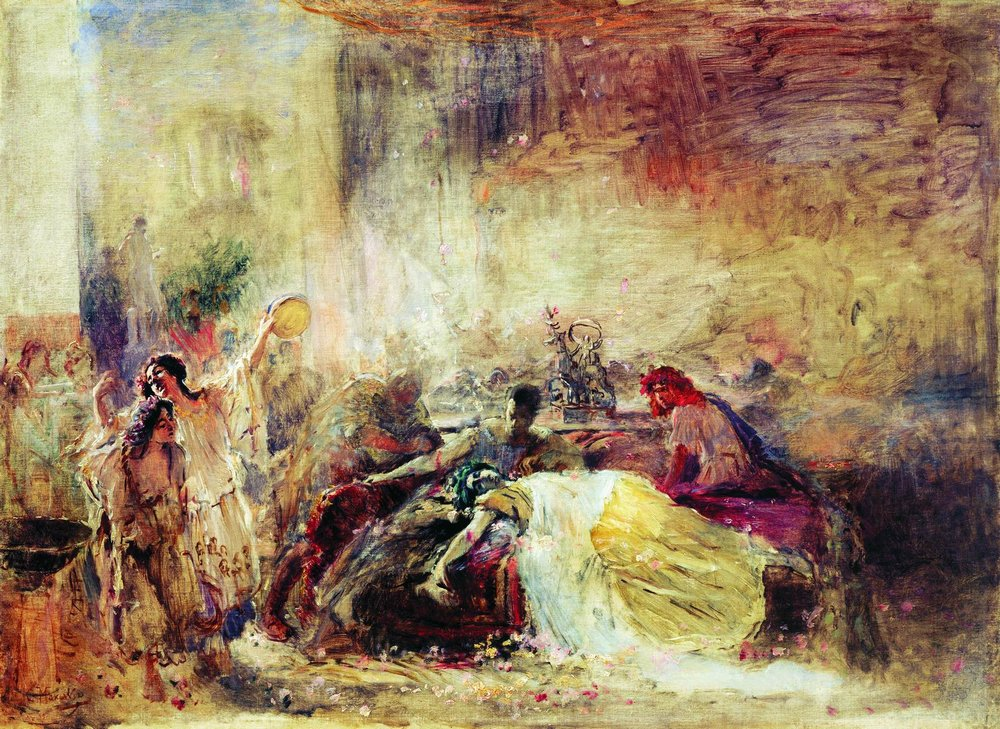
«Смерть Петрония». Маковский К. Е. 1904

Петро́ний Арбитр (лат. Petronius Arbiter; ок. 27 — 66, Кумы) — автор древнеримского романа «Сатирикон», обычно отождествляемый с сенатором Петронием, о котором писал Тацит.
Имя Петроний Арбитр названо во всех манускриптах романа. Его подтверждают позднейшие ссылки и отзывы, в которых, без сомнения, речь идёт об авторе «Сатирикона».

## Античные свидетельства
- Теренциан Мавр (II век н. э.) в своем сочинении «De metris» наделяет Петрония эпитетом disertus («красноречивый»; «искусный, сведущий») и, говоря об анакреонтических размерах, замечает, что их часто употреблял Петроний (в сохранившемся тексте Петрония анакреонтических размеров не встречается)
- Макробий (конец IV — начало V в.) в комментариях ко «Сну Сципиона»[3] говорит о нём как о романисте, который, как и Апулей, описывал страдания влюбленных. При этом первенство здесь Макробий отдает Петронию.
- Сидоний Аполлинарий (V век) упоминает Петрония в одном ряду с Цицероном, Титом Ливием и Вергилием, которых он называет eloquii[4]. Другие три стиха с упоминанием Петрония можно понимать в том смысле, что Петроний в латинском приапическом романе оказался на уровне греческих произведений того же рода[5].
- Византийский писатель VI века Иоанн Лид называет его в числе сатириков: Турн, Ювенал, Петроний[6].

Все эти отзывы и упоминания, свидетельствуя об известности Петрония Арбитра в античности, не сообщают никаких сведений о его жизни.

## Мистификация Нодо
В 1692 году французский литератор Франсуа Нодо объявил, что располагает полным текстом романа Петрония, найденным его другом, неким Дюпеном, в Белграде, освобождённом в 1688 году от турок войсками Священной лиги в ходе Великой Турецкой войны. В 1693 г. Нодо опубликовал этот текст на латыни (лат. Titi Petronii Arbitri equitis romani Satyricon cum fragmentis Albae Graecae recuperatis anno 1688) и в собственном французском переводе. Латинский текст сразу вызвал сомнения в своей подлинности. Окончательно его подложность была установлена в 1709 г. Питером Бурманом-старшим. Однако вплоть до нашего времени в некоторых изданиях вставки Нодо (переведённые на английский, немецкий, русский и другие языки) включают в текст, поскольку они придают дошедшим до нас фрагментам «Сатирикона» сюжетную связность. В таких случаях вставки маркируют тем или иным способом, отделяя их тем самым от аутентичного текста.

## Сенатор Петроний
Ещё в XVII веке было высказано мнение (Юст Липсий), что «Сатирикон» мог возникнуть только при Нероне, но приблизительно с конца XVIII века эта уверенность сменяется скептицизмом, а в XIX веке начинается активный пересмотр вопроса. Однако к концу XIX — началу XX века возобладало прежнее мнение, что роман — продукт эпохи Нерона и автор его — Петроний, описанный Тацитом. Эту точку зрения поддерживали издатель Петрония Ф. Бюхелер, такие крупные ученые, как Т. Моммзен, Г. Буассье. В энциклопедии Паули-Виссова (1937) решительно заявлено, что все попытки поместить Петрония в более раннее или позднее, чем эпоха Нерона, время не представляют уже никакого интереса.
Тацит сообщает о смерти Петрония вместе с другими представителями сенатской оппозиции: «В течение нескольких дней погибли один за другим Анней Мела, Аниций Цериал, Руфрий Криспин и Гай Петроний, Мела и Криспин — римские всадники в сенаторском достоинстве». В так называемом Codex Mediceus Тацита здесь стоит ас Petronius. В связи с этим возникло предположение, что «ac» появилось по ошибке вместо «c» (сокращение от «Гай»). Многие издатели следуют этому чтению. Другие, ссылаясь на Плиния и Плутарха, где упомянут консуляр Петроний с преноменом «Тит», ставят «Тит». В рукописях «Сатирикона» преномен отсутствует.

### За и против
За
- «Сатирикон» — роман о времени Нерона. Анекдоты, имена исторических персонажей относятся к этой эпохе.
- Пародийные поэмы на Нерона («Взятие Трои») и Лукана («О гражданской войне») могли представлять интерес только для современников.
- Петроний носит когномен «Арбитр», и консуляр Тацита был назван друзьями «elegantiae arbiter».

Против
- В рассказе Тацита нет ничего, что указывало бы на «Сатирикон».
- В главе LXX упомянуто manumissio per mensam (то есть предоставление рабу свободы через приглашение его к своему столу), которое вошло в силу позднее.

## В литературе
- Петроний — один из главных персонажей романа Генрика Сенкевича «Камо грядеши», романа Ярмилы Лоукотковой «Нет римского народа».
- Петроний Арбитр — полное имя кота главного героя романа Роберта Хайнлайна «Дверь в лето».

## Переводы
Русские переводы:
- Петрония Арбитра Гражданская брань, поэма. / Пер. М. Муравьева. — СПб.: тип. Академии наук, 1774. — 15 с.
- Пир Трималхиона Петрония. Первый римский роман. Издал Э. А. Ронталер. (на рус. и лат. яз.) — Одесса, 1880. — 148 с.
- Петроний Арбитр. На ужине у Тримальхиона. / Пер. И. Холодняка. — М.: тип. Лисснера и Гешеля, 1900
- Петроний Арбитр. Сатирикон. / Пер. Н. Пояркова, вступ. ст. Н. Я. Абрамовича. — М.: «Заря», 1913. — 174 с.
- Петроний Арбитр. Матрона из Эфеса. / Пер. Г. Гидони, предисл. Н. Гумилева. — Пг.: изд. Гидони, 1923 (репринт: М., 1990. — 30 000 экз.)
- Петроний Арбитр. Сатирикон. / Пер. [ В. А. Амфитеатрова-Кадашева и К. А. Лигского] под ред. Б. И. Ярхо. (Серия «Всемирная литература»). — М.-Л., 1924. — 256 с. (репринт: М., 1990. — 200 000 экз.)
  - переизд.: в серии «Библиотека всемирной литературы». — М., Художественная литература, 1969.
  - переизд.: в серии «Библиотека юмора и сатиры». — М., Правда, 1991.
- Петроний. Сатирикон. / Пер. и комм. А. К. Гаврилова при участии Б. И. Ярхо и М. Л. Гаспарова. // Римская сатира. — М., 1989. — С. 129—238 и комм. на с. 465—500.
- Г. Петроний Арбитр: Сатирикон. Пер. и прим. Г. М. Севера. (Серия «Новые переводы классиков».) Toronto: Aeterna, 2016. ISBN 978-1-365-34629-3.

Другие переводы:
- В серии «Loeb classical library» роман издан под № 15.
- В серии «Collection Budé»: Pétrone. Le Satiricon. Texte établi, traduit et annoté par A. Ernout. XLVII, 394 p. ISBN 978-2-251-01138-7